# Деодато Орланди
Деодато Орланди (итал. Deodato Orlandi; фигурирует в документах с 1284 по 1332 год) — живописец итальянского проторенессанса луккано-пизанской школы.
Деодато Орланди как художник сформировался в Лукке, но много работал в Пизе. Общепризнанной считается точка зрения, что его обучение и формирование происходило в мастерской Берлингьери, которая очень активно работала в Тоскане во второй половине XIII века, создавая произведения в византийском стиле. В документах Орланди (Daticcius Orlandi) фигурирует как живописец и декоратор гербов, что свидетельствует о широком диапазоне его творческих способностей и интересов.
Орланди не был художником, создавшим свой стиль, его искусство довольно эклектично, в разные периоды он попадал под разные влияния. Традиция, идущая от византийцев и Берлингьери, которую можно видеть в самом раннем его произведении — расписном кресте, созданном для церкви Сан-Франческо (ныне в музее Сан-Маттео, Пиза), в дальнейшем смешивалась у него с влиянием со стороны Чимабуэ и Джотто. Орланди приехал в Пизу в молодом возрасте. В этом городе наряду с другими работами, он занимался мозаиками в пизанском соборе, теми же самыми, над которыми трудился Чимабуэ. Вероятно, здесь он познакомился с новыми художественными идеями, которые сказались в первую очередь на типологии расписных крестов, которые он создал в дальнейшем. В период своего пребывания в Пизе Чимабуэ создал свою знаменитую картину «Маэста» (Париж, Лувр), ставшую прообразом для аналогичного произведения Джотто, и определённо повлиявшую на творчество Деодато Орланди, поскольку дальнейшие произведения Орланди, созданные в первое десятилетие XIV века — четыре варианта «Мадонны с младенцем и ангелами» (Пиза, Музей Сан Маттео; Лукка, музей Вилла Гвиниджи; Париж, Лувр; и Альтенбург, музей Линденау) несут в себе явные следы влияния флорентийских инноваций. Фрески, которые Орланди написал в базилике Сан-Пьеро-а-Градо, под Пизой (ок.1300г) композицией и иконографией перекликаются с фресками Чимабуэ в Риме и Ассизи, а расписной крест, созданный Орланди в 1301 году, напоминает подобный же крест Джотто, созданный для церкви Санта-Мария-Новелла. Однако, несмотря на все нововведения, творчество Деодато Орланди в основном протекало в русле местной художественной традиции Лукки конца XIII начала XIV века.
Сегодня существуют четыре подписанных и датированных художником произведения: «Расписной крест», написанный им для пригородного конвента Сан-Чербоне (1288 год; Лукка, музей Вилла Гвиниджи); «Мадонна с Младенцем и святыми Домиником, Яковом, Петром и Павлом» (1301 год; Пиза, музей Сан-Маттео); «Расписной крест» (1301 год; Сан-Миниато-аль-Тедеско, Консерваторио-ди-Санта-Кьяра); и «Мадонна с младенцем» (1308 год, частная коллекция, Нью-Йорк). Кроме этого по стилистическим признакам Орланди приписывается ещё несколько произведений: фреска в монастыре Святого Франциска в Лукке с изображением «Мадонны с младенцем, св. Франциском и донатором», украшающая гробницу Бонаджунта Тиньосини (ум. 1274); «Расписной крест» (Музей Сан Маттео, Пиза); «Мадонна на троне и ангелы» (Музей Сан Маттео, Пиза); «Мадонна с Младенцем на троне» (Альтенбург, музей Линденау); «Мадонна с Младенцем» (Лувр, Париж); «Мадонна с Младенцем», написанная Орланди для церкви Санта-Мария-деи-Серви (Музей Вилла Гвиниджи, Лукка); две иконы с историей Иоанна Крестителя (Берлин-Далем); «Иоанн Креститель», вероятно фрагмент расписного креста — окончание его правого луча (Штеделевский художественный институт, Франкфурт-на-Майне); и самое крупное произведение Орланди — фресковый цикл в базилике Сан- Пьетро-а-Градо (ок. 1300 года).

## Фрески Сан-Пьеро-а-Градо
Эта базилика была построена возле дороги, связывающей Пизу с её морским портом — Марина ди Пиза, через который шли товары со всего средиземноморья. Название базилики происходит от латинского выражения ad gradus — место на левом берегу реки Арно, где, как рассказывает легенда, во время своего путешествия из Анатолии в Рим высадился святой апостол Пётр, и отслужил мессу над импровизированным алтарем, вокруг которого потом была построена первая церковь, освященная папой Климентом I. По более достоверной версии, современное здание базилики, датируемое XI веком, заменило собой раннехристианскую молельню IV—V веков.
Фрески были заказаны богатым пизанским семейством Каэтани в 1300 году по случаю юбилея папы Бонифация VIII, который к этому семейству принадлежал. Недавние реставрационные работы, проведенные к 700-летнему юбилею этих фресок, подтвердили авторство Деодато Орланди. Художник расписал центральный неф базилики, поместив над арками длинную череду портретов пап, от св. Петра, до Иоанна XVIII, а над этими портретами «Сцены из жизни св. Петра». Фрески представляют собой яркий образец луккано-пизанской школы грани XIII—XIV веков.